# Monogamus
Monogamus is een geslacht van weekdieren uit de klasse van de Gastropoda (slakken).

## Soorten
- Monogamus barroni (A. Adams, 1854)
- Monogamus entopodia Lützen, 1976
- Monogamus interspinea Lützen, 1976
- Monogamus minibulla (Olsson & McGinty, 1958)
- Monogamus parasaleniae Warén, 1980